# Chassékazerne

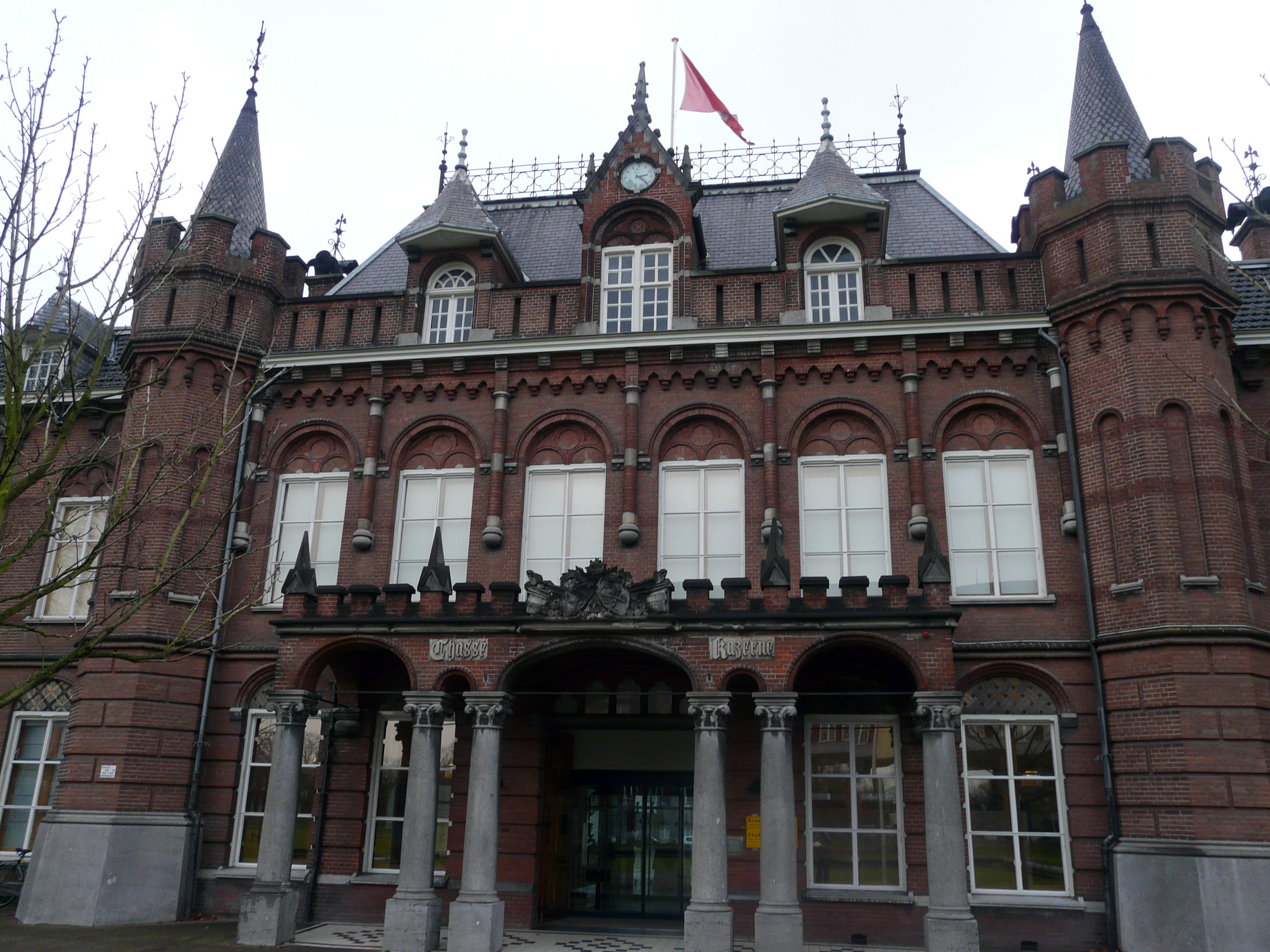
Middelste deel Chassékazerne

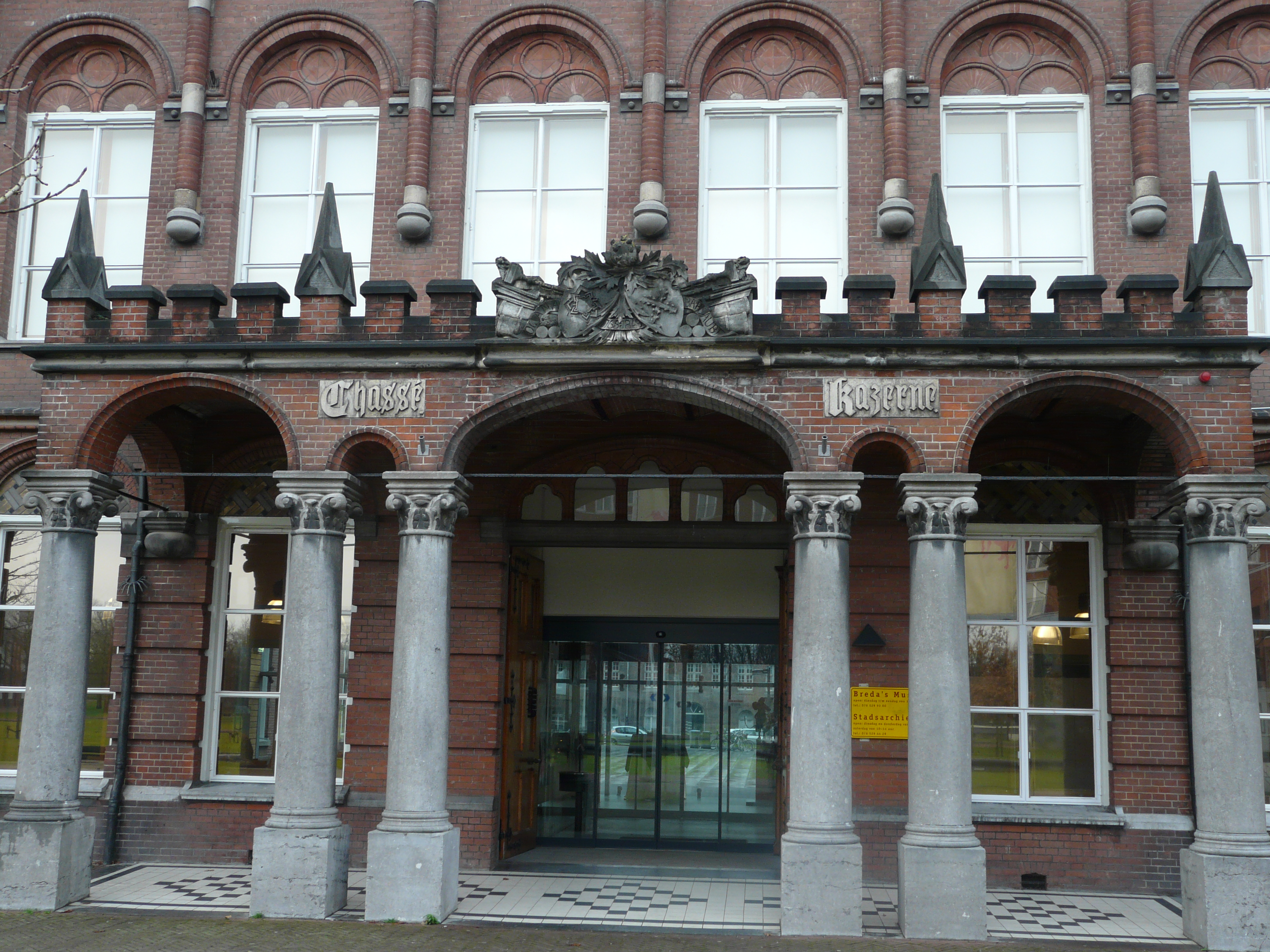
Detail entree

De Chassékazerne is een voormalige militaire kazerne aan de Parade in het centrum van Breda.

## Bouw, omschrijving gebouw en huisvesting
In 1898 werd begonnen met de bouw van de kazerne, de oplevering was op 1 juli 1899. Genie-officier W. Cool vervaardigde in twee maanden de ontwerpen voor de kazerne en werd vervolgens met de uitvoering belast. Toen de kazerne in augustus 1899 was voltooid, oordeelde men haar de mooiste en doelmatigste in het land. Het exercitieterrein diende ook als paardenrenbaan voor de Harddraverij- en Renvereniging.
Het gebouw van 108 meter breed heeft in het midden een mooie façade. Het bestaat uit twee woonlagen. Het beschikt over diverse hoektorentjes, kantelen en imitatie-schietgaten. De bouwstijl is Neorenaissance. In het portiek voor de hoofdingang is het wapenschild van generaal baron David Hendrik Chassé en een schild met de plattegrond van de citadel van Antwerpen. De voordeuren waren van djatihout met grote hengels. Achter de voorgevel is een ondiep gebouw met een gang met aan een zijde kamers. Aan de achterzijde zijn vier paviljoens. De kazerne was oorspronkelijk bestemd voor twee bataljons (2000 man). Door verbouwingen is er weinig van het oorspronkelijke interieur overgebleven. 
In 1994 zijn het bibliotheekinterieur en het verenigingslokaal voor de officieren gedemonteerd en is de laatstgenoemde als pronkkamer weer opgebouwd in het "Museum Korps Rijdende Artillerie" op de legerplaats bij Oldebroek, 't Harde.
Tijdens de Tweede Wereldoorlog waren er in de kazerne opleidingseenheden van de Kriegsmarine. In 1948 werd het Artillerieschool, later Artillerie Opleidingscentrum. In 1952 werd de Claudius Prinsenlaan aangelegd. In 1993 verhuisde het Artillerie Opleidingscenrum naar Oldebroek. Van 1994-1995 werd de kazerne bewoond door asielzoekers. In juni 1998 begon rondom de Chassékazerne de bouw van de wijk Chassé Park ontworpen door Rem Koolhaas. In 1998 werden het Stadsarchief en het Breda's Museum in de Chassékazerne ondergebracht. In gebouw F is de culturele instelling de Stadsgalerij Breda gevestigd.